# 佳里興震興宮
23°11′27″N 120°11′19″E / 23.1908706°N 120.1885515°E
佳里興震興宮，初名清水宮，位於臺灣臺南市佳里區佳里興，主祀清水祖師、雷府大將、李府千歲，為佳里興聚落、信仰中心，也是佳里興五甲十三庄大廟。1985年11月27日，經內政部公告指定為三級古蹟。1997年《文資法》修法後，廢除三級古蹟，並成為臺南縣（市）定古蹟。2010年臺南縣市合併升格後，成直轄市定古蹟。
震興宮廟埕前為東寧的北路安撫司遺址，廟埕更立有「古天興縣治紀念碑」，但天興縣治是否在佳里興仍有爭論。

## 沿革

### 初建時期
佳里興為西拉雅族平埔人所居住地之一，自明鄭以來，從中國來此開拓者愈多，清朝初期諸羅縣署、北路參將營皆暫設在此，後才遷移諸羅山。隨著先民來此開拓，於康熙年間隨身攜奉自福建安溪清水祖師渡海來臺，逐暫供奉在公厝，供眾人朝夕膜拜，雍正元年（西元1723年），因公厝狹隘不敷使用，當地庄民650人集資時幣500圓在原公厝址集資建廟，初名「清水宮」，:285並加祀蔡姓武官獻贈原於營盤地駐地雷府大將。
據學者石萬壽1977年至1980年訪問佳里地區時，曾在震興宮神案下發現供奉壺、將軍柱等物。又據佳里鎮鎮民代表主席蔡順治所述的當地傳說，當時漢人王、蔡、曾、黃、許五姓聯合大敗平埔人。五姓人為紀念此事，乃於震興宮廟角處，豎「戇番抬廟角」，以表示已臣服平埔人。至於原有的阿立祖壺甕、將軍柱則移至桌下，自然不會再舉行阿立祖祭典。:74
道光元年（1821年），武舉人曾廷暉斥資重建，並獻匾額「鍾靈甲第」。

### 重建時期
同治元年（1862年）發生地震，廟身受損傾垣。地方仕紳莊新民、李烏獅、張春江、曾連陞、黃允、許光興、羅和尚等人共同策動重修並擴大規模，募得時幣一萬圓，於同治七年（1868年）三月初十動工，歷時一年五個月。於同治己巳年（1869年）八月竣工，並改廟名為震興宮，確立了今震興宮的廟貌。同年菊月（九月）莊新民、張春江、李烏獅和曾連陞共同獻匾「共沐恩波」匾。:287-288禮聘嘉義交趾陶名匠葉王主持，同年由南鯤鯓代天府分靈李府千歲，與清水祖師、雷府大將一併成為鎮殿主神。
光緒十五年（1889年），位於原諸羅縣署東鄰的文昌祠，因年久失修而倒塌荒廢。「登雲詩社」徵得震興宮執事同意，乃將祀神文昌帝君迎請入祀於右（西）配殿。日治昭和九年（1934年），震興宮諸執事有感於漢學衰微，為維護發揚固有傳統文化。將右配殿的廟室空間提供給登雲詩社，作為詩社講習詩文學堂。:285
昭和十年（1935年），震興宮廟體略顯陳舊，董理事代表黃烏龜等人共同倡議重修。:285

### 民國時期

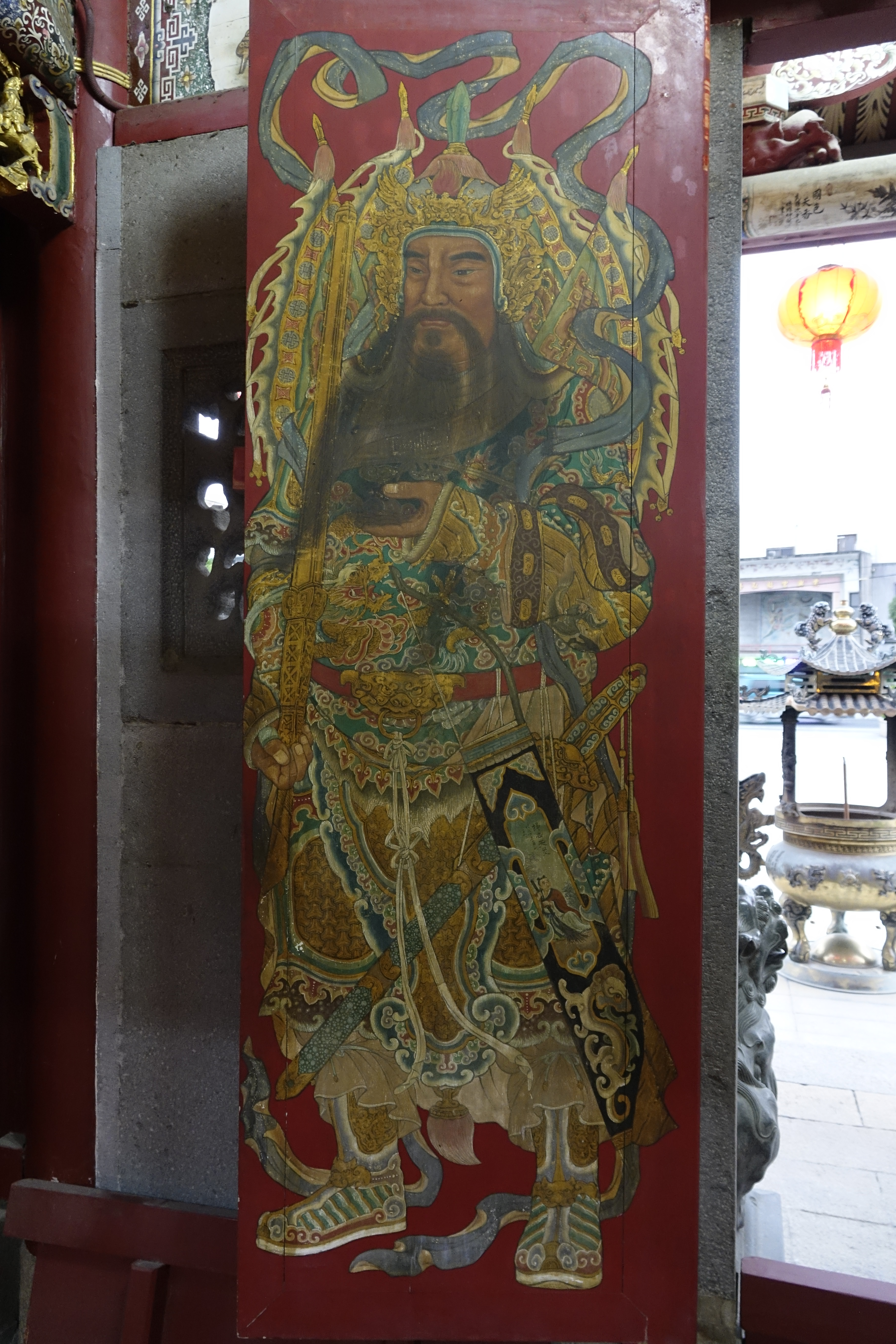
蔡草如為佳里興震興宮繪製的門神。

民國五十四年（1965年），由於原土牆損壞，又有漏水現象。當時新任董事長蔡順治乃倡議全面翻修。至民國五十七年（1968年）完工。蔡順治率重修委員會諸仕紳獻匾「神功浩蕩」木匾。:285禮聘王保原（汕頭剪粘名匠何金龍傳人）、蔡草如、陳任水等匠師前來，不但為震興宮留下精美的門神彩繪與細緻的木雕作品及剪粘裝飾。
民國七十四年（1985年）11月27日，震興宮保存許多珍貴文物，其中以葉王交趾陶最為豐富，極具歷史、文化、藝術的地位與價值，經政府評定將震興宮列入中華民國三級古蹟。八十六年（1997年），《文化資產保存法》修法後，廢除一至三級古蹟。震興宮成為臺南縣（市）定古蹟。至2010年臺南縣市合併升格後，成為直轄市定古蹟。
民國八十八年（1999年）7月，震興宮展開為期三年半的古蹟整修。至民國九十一年（2002年）12月完工。為慶賀古蹟完工，震興宮特於民國九十二年（2003年）農曆十月二十九日至十一月初八日舉辦「癸末科護國慶成祈安五朝清醮」，繞境轄域。:286今日之廟貌為民國八十七年（1998年）至民國九十一年（2002年）整修完成。
2008年4月8日，廟內清水祖師、雷府大將與李府千歲，文昌帝君與註生娘娘等神像，因年代久遠。「且具有因戰爭所遺留的修復痕跡，相當特殊，且製作技術稀有，具地方性」，依《文化資產保存法》第65條、古物分級登錄指定及廢止審查辦法，指定為「古物」類別。
2023年11月，震興宮適逢建廟300年，舉行繞境活動。11月9日由擔任總召集人的名譽主任委員許益齊、主任委員黃慶成率四頂大轎及宋江陣共兩百餘人前往北區開基玉皇宮領旨請兵，午後前往蘆竹溝請水謁將。並有當地金唐殿、屏東潮州震雷宮、永康保安宮、營頂佳福寺、蘇厝第一代天府真護宮等近二十家友廟參與繞境活動。

## 主祀神祇

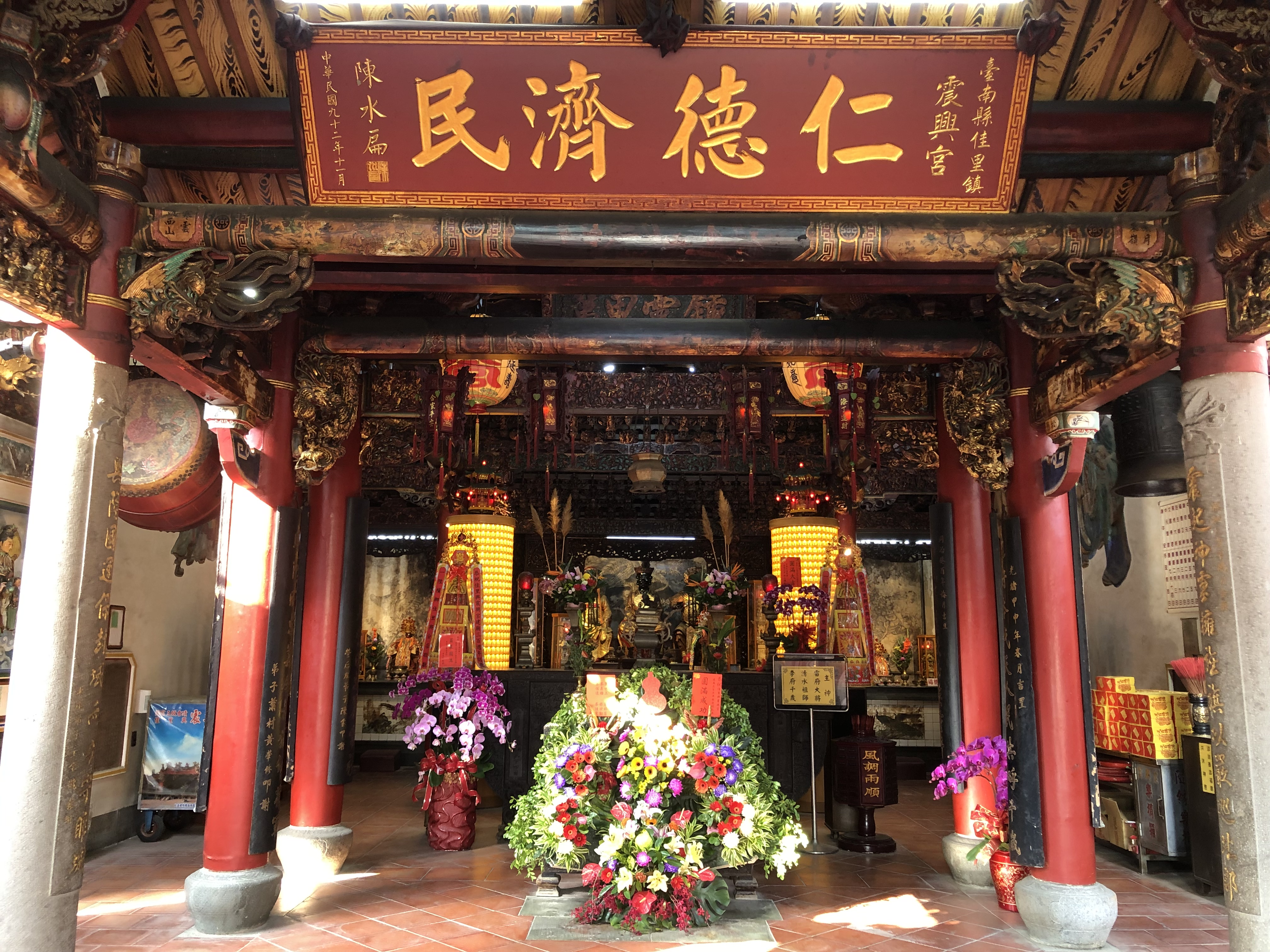
佳里興震興宮大殿，可見總統陳水扁所贈「仁德濟民」匾額及武舉人曾廷暉所贈「鍾靈甲第」匾。

- 主祀：
  - 清水祖師
  - 雷府大將
  - 李府千歲

## 轄境廟宇

### 五甲
- 東一甲(路東):東池宮
- 西一甲(頭前許):頭前許長興宮
- 中甲(震興宮周圍):
- 六甲庄(震興宮西北後壁曾、謝榜寮):
- 七甲庄(潭仔墘、蔥仔寮):潭仔墘保興宮

### 十三
- 許竹圍：仁德宮
- 菜寮：朝安宮
- 同安寮：鎮安宮
- 子龍廟：永昌宮
- 新宅：天玄宮
- 謝榜寮：謝正宮
- 營頂：佳福寺
- 後庄：北極殿
- 蘇厝寮：寶興宮
- 溪州：永興宮
- 營後
- 港仔尾：潮音寺
- 姓陳寮：保玄宮
- 客仔寮：太子宮
- 莊禮寮：信安宮
- 海埔 ：池王府
- 埤仔尾
- 潭墘：唐安宮
- 尤厝寮
- 番仔寮：朝天宮
- 麻豆口：保安宮
- 前班
- 後班

## 外部連結
- 佳就在這里 佳里區微電影 （页面存档备份，存于）
- 佳里震興宮 （页面存档备份，存于），國家文化資產網。